# Guillem Ier de Besalú
Guillem Ier de Besalú, dit le Gras, est un comte de Besalú et de Ripoll de 1020 à 1052. Il domine aussi la vicomté de Fenouillèdes et le Peyrapertusès.

## Biographie
Guillem Ier de Bésalu est le fils de Bernat Taillefer. Il lui succède à sa mort en 1020.
De son épouse Girberga, il eut au moins trois enfants : Guillem II et Bernat II, qui prirent la succession de leur père, et Adélaïde, mariée à Ermengaud III, comte d'Urgell.
Il est le premier comte à frapper monnaie à son nom.
Il est excommunié puis pardonné en 1041 pour avoir donné l'abbaye de Saint-Martin-Lys en Fenouillèdes à son frère Guifré évêque de Carcassonne.
Lors du concile de Narbonne de 1043, il est accusé d'avoir détourné les biens du monastère de Cuxa en Fenouillèdes et Roussillon.
Guillem Ier est mort en 1052. Son comté passa à son fils aîné Guillem II.